# Valonia ventricosa
Valonia ventricosa este o specie de algă răspândită în oceanele lumii, în zonele tropicale și subtropicale, aparținând încrengăturii Chlorophyta. Este unul dintre cele mai mari organisme unicelulare, cel mai probabil chiar cel mai mare dintre toate speciile.
Celula cuprinde mai mulți nuclei și cloroplaste, cât și o vacuolă centrală de dimensiune mare, multilobulară (cu lobuli radiind din regiunea centrală, sferoidă). 